# Byrum Sogn
Byrum Sogn er et sogn i Hjørring Nordre Provsti (Aalborg Stift).
Læsøs 3 sogne (Byrum Sogn, Vesterø Sogn og Hals Sogn) hørte til Læsø Herred i Hjørring Amt og udgjorde i 1800-tallet én sognekommune. Læsø Kommune blev bevaret ved kommunalreformen i 1970 og strukturreformen i 2007.
I Byrum Sogn ligger Byrum Kirke.
I sognet findes følgende autoriserede stednavne:
- Byrum (bebyggelse, ejerlav)
- Filstrøm (vandareal)
- Færøn (areal)
- Hankær (areal)
- Holtemmen (areal)
- Horneks Odde (areal)
- Hornfiskrøn (areal)
- Højsande (areal)
- Kirkebakke (areal)
- Kokvad (bebyggelse)
- Kringelrøn (areal)
- Langerøn (areal)
- Remmerne (bebyggelse)
- Stenrydsel (areal)
- Stoklund (bebyggelse)
- Storhaven (bebyggelse)
- Storholm (areal)
- Sybo Holm (areal)
- Tagholm (areal)
- Treklit (areal)
- Tørkeriet (bebyggelse)
- Ørnklit (areal)